# Mwulire (Sektor)
Mwulire (Kinyarwanda Umurenge wa Mwulire) ist einer von 14 Sektoren des Distrikts Rwamagana in der Ostprovinz von Ruanda.

## Geographie
Der Sektor Mwulire hat eine Fläche von 55,5 km². Er setzt sich aus den vier Zellen Bicumbi, Bushenyi, Mwulire und Ntunga zusammen. Nachbarsektoren sind im Norden Munyiginya, im Nordosten Gishali, im Osten Kigabiro, im Süden Rubona, im Südwesten Nzige, im Westen Gahengeri und im Nordwesten Musha.

## Bevölkerung
Nach Stand der Volkszählung von 2022 liegt die Einwohnerzahl bei 33.936. Zehn Jahre zuvor waren es 21.829, was einem jährlichen Bevölkerungszuwachs von 4,5 Prozent zwischen 2012 und 2022 entspricht.

## Wirtschaft
Am 1. April 2025 wurde im Sektor die erste Fabrik Ruandas zur Herstellung von Einweg-Injektionsspritzen eröffnet. Die von der Weltgesundheitsorganisation vorab qualifizierte Fabrik produziert bis zu 1 Millionen Spritzen täglich, die unter anderem für diverse Impfkampagnen von UNICEF in Afrika genutzt werden.

## Verkehr
Im äußersten Nordosten grenzt der Sektor an die Nationalstraße 4.